# 陈平平
陈平平（1956年—），汉族，中华人民共和国政治人物、第十一届全国政协委员。
加入中国共产党，担任中国科学院武汉分院党组书记、常务副院长。2008年，当选第十一届全国政协委员，代表科学技术界，分入第三十一组。